# Doina Bumbea
Doina Bumbea (도이나 붐베아?; Bucarest, 25 gennaio 1950 – Pyongyang, gennaio 1997) è stata una pittrice rumena, successivamente rapita in Corea del Nord nel 1978.
Nata a Bucarest, Bumbea lasciò la Romania nel 1970 per andare in Italia, dove studiò belle arti, diventando così pittrice. Lì, fu contattata da un certo individuo che le promise un lavoro come curatrice di gallerie in Giappone se avesse tenuto una mostra d'arte a Pyongyang, in Corea del Nord. Bumbea accettò e fu portata lì, ma non le venne mai più permesso di lasciare il paese.
È stato riferito che Bumbea fu rapita insieme ad altre donne straniere, date in mogli ai disertori americani in Corea del Nord per impedire loro di sposare coreani etnici e avere figli misti con loro. Bumbea ebbe un matrimonio combinato con James Joseph Dresnok, dal quale ebbe due figli. Bumbea morì nel 1997 di cancro ai polmoni a Pyongyang. In seguito, suo fratello Gabriel ha fondato una ONG in suo onore e ha cercato di contattare i suoi nipoti in Corea del Nord. Il ministero degli Affari esteri della Romania e diversi funzionari rumeni sono stati messi al corrente, ma non è stata data alcuna risposta significativa al caso.

## Biografia
Doina Bumbea è nata il 25 gennaio 1950 a Bucarest, in Romania. Aveva due fratelli, uno dei quali chiamato Gabriel Bumbea. L'altro è morto nel 2014. Suo padre è morto nel 1989, ma nel 2014 sua madre era ancora viva.
Nel 1970 Bumbea lasciò la Romania e si trasferì a Roma, in Italia, dove visse per 2 anni sposata con un cittadino italiano. Bumbea avrebbe poi studiato belle arti e sarebbe diventata una pittrice. Nel 1978 incontrò un italiano, che si supponeva fosse un commerciante d'arte, che le promise un lavoro come curatrice di una galleria a Tokyo, in Giappone, ma solo se prima avesse realizzato una mostra d'arte a Pyongyang, in Corea del Nord. La donna  accettò l'offerta ed venne inviata in Corea del Nord, da dove, tuttavia, non le sarebbe stato permesso uscire.
Secondo Charles Robert Jenkins, disertore americano in Corea del Nord, il paese avrebbe rapito Bumbea e altre donne straniere per un programma di "approvvigionamento di coniugi" per i disertori americani in Corea del Nord, poiché la nascita di coreani etnicamente misti andava contro i desideri dello stato, ma anche per ottenere un certo numero di agenti etnicamente non coreani. Pertanto, Bumbea fu forzatamente sposata all'inizio degli anni '80 con il disertore americano James Joseph Dresnok da parte delle autorità nordcoreane. Ebbe ben due figli con Dresnok, Theodore Ricardo Dresnok, nato nel dicembre 1981, e James Gabriel Dresnok, nato nel febbraio 1983. Bumbea morì di cancro ai polmoni nel gennaio 1997 a Pyongyang, isolata completamente dal mondo esterno. Suo marito morì invece nel 2016, mentre i suoi due figli sarebbero diventati soldati dell'esercito nordcoreano.
Negli anni successivi alla sua morte, nel 2008, il fratello di Bumbea, Gabriel, ha fondato l'Associazione Doina Bumbea, una ONG rumena che si occupa di persone scomparse e della loro ricerca e soccorso. Nel 2014, avrebbe partecipato a una riunione del Consiglio per i diritti umani delle Nazioni Unite a Ginevra, in Svizzera, in rappresentanza di questa associazione. In questo incontro è stata discussa la situazione delle vittime di rapimento in Corea del Nord. L'uomo ha inoltre tentato di incontrare o contattare i suoi nipoti, anche se senza successo. Gabriel ha creato una pagina in onore di Bumbea su Facebook.
Il Ministero degli Affari Esteri della Romania è da tempo a conoscenza del caso di Bumbea. Infatti, ha incontrato Gabriel per parlarne. Tuttavia, ha rilasciato solo alcune dichiarazioni, senza però dare troppa notorietà all'argomento. Gabriel ha anche incontrato gli ex presidenti rumeni Ion Iliescu e Traian Băsescu, ma anche il senatore Dan Horațiu Buzatu e l'eurodeputato Marian-Jean Marinescu, con i quali ha discusso della sorella.